# Роарінг-Брук Тауншип (округ Лекаванна, Пенсільванія)
Роарінг-Брук Тауншип (англ. Roaring Brook Township) — селище (англ. township) в США, в окрузі Лекаванна штату Пенсільванія. Населення — 2273 особи (2020).

## Демографія
Згідно з переписом 2010 року, у селищі мешкало 1907 осіб у 728 домогосподарствах у складі 571 родини. Було 759 помешкань
Расовий склад населення:
| - 98,0 % — білих - 0,7 % — азіатів - 0,5 % — чорних або афроамериканців - 0,1 % — вихідців з тихоокеанських островів |

До двох чи більше рас належало 0,6 %. Частка іспаномовних становила 1,0 % від усіх жителів.
За віковим діапазоном населення розподілялося таким чином: 22,3 % — особи молодші 18 років, 58,8 % — особи у віці 18—64 років, 18,9 % — особи у віці 65 років та старші. Медіана віку мешканця становила 44,5 року. На 100 осіб жіночої статі у селищі припадало 101,8 чоловіків;  на 100 жінок у віці від 18 років та старших — 96,3 чоловіків також старших 18 років.
Середній дохід на одне домашнє господарство  становив 103 701 долар США (медіана — 70 227), а середній дохід на одну сім'ю — 102 671 долар (медіана — 85 357). Медіана доходів становила 56 932 долари для чоловіків та 49 271 долар для жінок. За межею бідності перебувало 2,4 % осіб, у тому числі 4,1 % дітей у віці до 18 років та 2,6 % осіб у віці 65 років та старших.
Цивільне працевлаштоване населення становило 853 особи. Основні галузі зайнятості: освіта, охорона здоров'я та соціальна допомога — 34,7 %, виробництво — 9,8 %, фінанси, страхування та нерухомість — 9,7 %.